# Tercer Gobierno Löfven
El Tercer Gobierno Löfven fue el gobierno de Suecia durante el período del 9 de julio al 30 de noviembre de 2021. Fue dirigido por el primer ministro Stefan Löfven y sucedió al Segundo Gobierno Löfven. Más tarde fue sucedido por el Gobierno de Andersson. 
El gobierno era un gobierno de coalición y un gobierno minoritario formado por los socialdemócratas y el Partido Verde, donde los socialdemócratas ocupaban 17 y el Partido Verde 5 puestos en el gabinete. El jefe de Gobierno era el líder del Partido Socialdemócrata Stefan Löfven. El 10 de noviembre de 2021, el primer ministro Stefan Löfven solicitó ser destituido como primer ministro, razón por la cual se consideró formalmente que el gobierno había renunciado y se había convertido en un gobierno de transición. El 30 de noviembre, Andersson asumió el cargo.
| Retrato                                  | Cargo | Nombre              | Período             | Período                 | Partido             | Partido             |
| Retrato                                  | Cargo | Nombre              | Inicio              | Fin                     | Partido             | Partido             |
| Comité del Gabinete                      | Comité del Gabinete | Comité del Gabinete | Comité del Gabinete | Comité del Gabinete     | Comité del Gabinete | Comité del Gabinete |
| ---------------------------------------- | --- | ------------------- | ------------------- | ----------------------- | ------------------- | ------------------- |
|                                          | Primer ministro | Stefan Löfven       | 9 de julio de 2021  | 30 de noviembre de 2021 |                     | S                   |
|                                          | Ministro de la UE | Hans Dahlgren       | 9 de julio de 2021  | 30 de noviembre de 2021 |                     | S                   |
| Departamento de Justicia                 | |                     |                     |                         |                     |                     |
|                                          | Ministro de Justicia y Migraciones                                                                                         | Morgan Johansson    | 9 de julio de 2021  | 30 de noviembre de 2021 |                     | S                   |
|                                          | Ministerio del Interior | Mikael Damberg      | 9 de julio de 2021  | 30 de noviembre de 2021 |                     | S                   |
| Departamento de Relaciones de Exteriores | |                     |                     |                         |                     |                     |
|                                          | Ministro de Relaciones Exteriores                                                                                          | Ann Linde           | 9 de julio de 2021  | 30 de noviembre de 2021 |                     | S                   |
|                                          | Ministro de Cooperación Internacional para el Desarrollo                                                                   | Per Olsson Fridh    | 9 de julio de 2021  | 30 de noviembre de 2021 |                     | MP                  |
|                                          | Ministro de Comercio Exterior y ministro responsable de Asuntos Nórdicos                                                   | Anna Hallberg       | 9 de julio de 2021  | 30 de noviembre de 2021 |                     | S                   |
| Departamento de Defensa                  | |                     |                     |                         |                     |                     |
|                                          | Ministro de Defensa | Peter Hultqvist     | 9 de julio de 2021  | 30 de noviembre de 2021 |                     | S                   |
| Departamento de Asuntos Sociales         | |                     |                     |                         |                     |                     |
|                                          | Ministro de Asuntos Sociales                                                                                               | Lena Hallengren     | 9 de julio de 2021  | 30 de noviembre de 2021 |                     | S                   |
|                                          | Ministro de Seguridad Social                                                                                               | Ardalan Shekarabi   | 9 de julio de 2021  | 30 de noviembre de 2021 |                     | S                   |
| Departamento de Finanzas                 | |                     |                     |                         |                     |                     |
|                                          | Ministro de Finanzas | Magdalena Andersson | 9 de julio de 2021  | 30 de noviembre de 2021 |                     | S                   |
|                                          | Ministro de Asuntos Civiles                                                                                                | Lena Micko          | 9 de julio de 2021  | 30 de noviembre de 2021 |                     | S                   |
|                                          | Ministro de Mercados Financieros y Viceministro de Finanzas                                                                | Åsa Lindhagen       | 9 de julio de 2021  | 30 de noviembre de 2021 |                     | MP                  |
| Departamento de Educación                | |                     |                     |                         |                     |                     |
|                                          | Ministro de Educación | Anna Ekström        | 9 de julio de 2021  | 30 de noviembre de 2021 |                     | S                   |
|                                          | Ministro de Educación Superior e Investigación                                                                             | Matilda Ernkrans    | 9 de julio de 2021  | 30 de noviembre de 2021 |                     | S                   |
| Departamento de Medio Ambiente           | |                     |                     |                         |                     |                     |
|                                          | Ministro de Medio Ambiente y Clima y vice primer ministro                                                                  | Per Bolund          | 9 de julio de 2021  | 30 de noviembre de 2021 |                     | MP                  |
| Departamento de Comercio                 | |                     |                     |                         |                     |                     |
|                                          | Ministro de Industria | Ibrahim Baylan      | 9 de julio de 2021  | 30 de noviembre de 2021 |                     | S                   |
| Departamento de Cultura                  | |                     |                     |                         |                     |                     |
|                                          | Ministro de Cultura y Democracia y ministro encargada del deporte                                                          | Amanda Lind         | 9 de julio de 2021  | 30 de noviembre de 2021 |                     | MP                  |
| Departamento de Trabajo                  | |                     |                     |                         |                     |                     |
|                                          | Ministro de Mercado Laboral                                                                                                | Eva Nordmark        | 9 de julio de 2021  | 30 de noviembre de 2021 |                     | S                   |
|                                          | Ministra de Igualdad y Vivienda con competencias en materia de urbanismo y lucha contra la segregación y la discriminación | Märta Stenevi       | 9 de julio de 2021  | 30 de noviembre de 2021 |                     | MP                  |
| Departamento de Infraestructura          | |                     |                     |                         |                     |                     |
|                                          | Ministro de Infraestructura                                                                                                | Tomas Eneroth       | 9 de julio de 2021  | 30 de noviembre de 2021 |                     | S                   |
|                                          | Ministro de Energía y Digitalización                                                                                       | Anders Ygeman       | 9 de julio de 2021  | 30 de noviembre de 2021 |                     | S                   |

- Datos: Q107443672
- Multimedia: Löfven Cabinet III / Q107443672